# Герб Віли-ду-Порту
Ге́рб Ві́ли-ду-По́рту — офіційний символ містечка Віла-ду-Порту, Португалія. Використовується як територіальний герб. У срібному щиті Діва Марія, коронована цариця ангелів, одягнена у срібні шати і синій плащ, підбитий золотом. У червоній главі щита яструб натурального кольору, що летить і тримає в лапах португальський щиток. Щит увінчує срібна мурована містечкова корона з чотирма вежами.  Під щитом біла стрічка, на якій великими літерами напис португальською: «Vila do Porto» (Віла-ду-Порту).  Офіційно затверджений 15 травня 1956 року.  

## Галерея

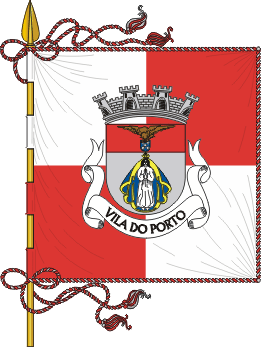
Прапор